# シーク・ヤブーティ
『シーク・ヤブーティ』（Sheik Yerbouti）は、フランク・ザッパが1979年に発表したアルバム。ライブ音源にスタジオでオーバー・ダビングを施して完成させた。LPでは2枚組だったが、CDでは1枚にまとめられた。

## 解説
ディスクリート・レコードの配給元であるワーナー・ブラザース・レコードと対立したザッパは、新たにザッパ・レコードを設立して第1弾アルバムとして本作を発表した。歌詞カードには各曲毎にオーバー・ダビングがどの程度施されたかについて、"a lot"、"a few"、"none"という語句で説明されている。「ラット・トメイゴ」「ザ・シーク・ヤブーティ・タンゴ」の2曲は、オーバー・ダビングなしのライブ音源からギター・ソロを抜粋したものである。ザッパがこうした手法を採った背景としては、ライブの録音技術が向上し、スタジオ録音とライブ録音の間に音質的な差がなくなってきたことが挙げられている。
アルバム・タイトルはKC&ザ・サンシャイン・バンドのヒット曲「シェイク・ユア・ブーティー」のパロディで、「アイ・ハヴ・ビーン・イン・ユー」はピーター・フランプトンのヒット曲「アイム・イン・ユー」のパロディ。「フレイクス」では、エイドリアン・ブリューがボブ・ディランを真似たボーカルを披露。

## 収録曲
特記なき楽曲はフランク・ザッパ作。7. 10. 11.はインストゥルメンタル。
1. アイ・ハヴ・ビーン・イン・ユー - "I Have Been in You" - 3:33
2. フレイクス - "Flakes" - 6:41
3. ブロークン・ハーツ・アー・フォー・アスホールズ - "Broken Hearts Are for Assholes" - 3:42
4. アイム・ソー・キュート - "I'm So Cute" - 3:09
5. ジョーンズ・クラッシャー - "Jones Crusher" - 2:49
6. 世界のファンたちに何が起こったか - "What Ever Happened to All the Fun in the World" - 0:33
7. ラット・トメイゴ - "Rat Tomago" - 5:15
8. ウェイト・ア・ミニット - "Wait a Minute" - 0:33
9. ボビー・ブラウン - "Bobby Brown Goes Down" - 2:49
10. ゴムのシャツ - "Rubber Shirt" (Frank Zappa, Terry Bozzio, Patrick O'Hearn) - 2:45
11. ザ・シーク・ヤブーティ・タンゴ - "The Sheik Yerbouti Tango" - 3:56
12. ベイビー・スネイクス - "Baby Snakes" - 1:50
13. ヒゲをのばすぞ - "Tryin' to Grow a Chin" - 3:31
14. シティー・オブ・タイニー・ライツ - "City of Tiny Lites" - 5:32
15. ダンシング・フール - "Dancin' Fool" - 3:43
16. ユダヤの王女様 - "Jewish Princess" - 3:16
17. ワイルド・ラヴ - "Wild Love" - 4:09
18. ヨー・ママ - "Yo' Mama" - 12:36

各曲のベーシック・トラックの録音地は下記の通り。
- ロンドン、ハマースミス・オデオン - 1. 2. 3. 4. 9. 12. 13. 14. 15. 17. 18.
- ニューヨーク、パラディアム - 5. 16.
- ベルリン、ドイッチェランド・ホール - 7. 11.

## 参加ミュージシャン
- フランク・ザッパ - リードギター、ボーカル
- エイドリアン・ブリュー - リズムギター、ボーカル
- トミー・マーズ - キーボード、ボーカル
- ピーター・ウルフ - キーボード
- パトリック・オハーン - ベース、ボーカル
- テリー・ボジオ - ドラムス、ボーカル
- エド・マン - パーカッション、ボーカル
- David Ocker - クラリネット(on 17.)
- ナポレオン・マーフィー・ブロック - バッキング・ボーカル
- アンドレ・ルイス - バッキング・ボーカル
- ランディ・ソーントン - バッキング・ボーカル
- デイヴィ・モイア - バッキング・ボーカル